# 3885 Bogorodskij
3885 Bogorodskij este un asteroid din centura principală, descoperit pe 25 aprilie 1979 de Nikolai Cernîh.